# 사마카어
사마카어(Saamáka)는 수리남의 사마카 강 근처에서 사용되는 크리올어이다. 약 2만 6천 명이 사용한다. 사마카어 사용자는 대부분 탈주 노예의 후손으로 사마카라는 그룹을 형성했다. 사마카어는 크리올 중에서도 원어와 매우 다르게 진화한 것으로 알려졌으며, 이 때문에 언어학자들의 주목을 받고 있다.

## 유래
사마카어의 어휘는 대부분 포르투갈어, 영어, 네덜란드어 및 사하라 이남 아프리카의 여러 언어, 그리고 특히 콩고어와 그베어에서 유래하였다. 영어 어휘는 특히 약 50% 정도를 차지하며, 포르투갈어가 35%, 아프리카어 계열의 어휘는 전체 어휘 중 5%에 불과하다. 그러나 사마카어의 음운 구조는 서아프리카 여러 언어와 비슷하며, 크리올로서는 매우 이례적으로 성조까지 발달되어 있다.

## 성조
사마카어의 성조는 높은 소리와 낮은 소리의 두 종류가 있다. 유럽어 계열 어휘의 강세에서 악센트가 있는 음절은 높은 소리로 대체되었다.

## 예문
사마카어는 영어 모어 화자가 영어의 영향을 거의 느낄 수 없을 정도로 원래 형태에서 많이 변형되어 있다.
- De waka te de aan sinkii möön.

→"They walked until they were worn out."
- U ta mindi kanda fu dee soni dee ta pasa ku u.

→"We make up songs about things that happen to us."
- A suku di soni te wojo fëën ko bëë.

→"He searched for it in vain."
- Mi puu tu dusu kölu bai ën.

→"I paid two thousand guilders to buy it."